# Franca Stoppi
Franca Stoppi (Fiorenzuola d'Arda, 19 luglio 1946 – Spoleto, 9 luglio 2011) è stata un'attrice italiana.

## Biografia
Esordì nel mondo del cinema nel film Telefoni bianchi del 1976. Nel 1979 ottenne la parte della governante Iris in Buio Omega di Aristide Massaccesi e successivamente interpretò la madre superiora nella pellicola La vera storia della monaca di Monza del regista Bruno Mattei. Nel 1981 ebbe il ruolo della madre Vincenza nel film L'altro inferno e quello della governante di Giacomo Guerra nel film Difendimi dalla notte di Claudio Fragasso, mentre l'anno seguente interpretò la moglie dell'orafo ne La gorilla. Fu una carceriera nel lungometraggio Violenza in un carcere femminile e concluse la propria carriera nel 1986 con la pellicola Via Montenapoleone. Lasciato il cinema si è dedicata a tempo pieno alla salvaguardia degli animali, divenendo presidente dell'associazione U.N.A, di Foligno, carica che ha ricoperto sino alla morte, avvenuta nel 2011.

## Filmografia

### Cinema
- Telefoni bianchi, regia di Dino Risi (1976)
- Bestialità, regia di Peter Skerl e George Eastman (1976)
- Delirio d'amore, regia di Tonino Ricci (1977)
- Buio Omega, regia di Joe D'Amato (1979)
- La vera storia della monaca di Monza , regia di Bruno Mattei (1980)
- La via del silenzio, regia di Franco Brocani (1980)
- L'altro inferno, regia di Bruno Mattei (1981)
- Difendimi dalla notte, regia di Claudio Fragasso (1981)
- La gorilla, regia di Romolo Guerrieri (1982)
- Violenza in un carcere femminile , regia di Bruno Mattei (1982)
- Blade Violent - I violenti, regia di Bruno Mattei e Claudio Fragasso (1983)
- Via Montenapoleone, regia di Carlo Vanzina (1986)

### Televisione
- Dei miei bollenti spiriti,regia di Sandro Bolchi - miniserie TV (1981)
- Illa - Punto di osservazione,regia di Daniele D'Anza - miniserie TV (1981)